# Полесская седловина
Полесская (Пинская) седловина — крупная положительная тектоническая структура Восточно-Европейской платформы на юго-западе Беларуси.
Разграничивает Подлясско-Брестскую впадину на западе и Припятский прогиб на востоке. На севере и юге соединяется с Белорусской антеклизой и Украинским щитом, разделяющее их опущенной поверхностью фундамента. Имеет слабовыраженное субмеридиональное распространение. Длина седловины 150 км., ширина до 135 км.
Глубина залегания кристаллического фундамента 300-500 м. ниже уровня моря. Восточный склон более крут, чем западный. Фундамент осложнён региональными разломами северо-восточного направления Стоходско-Могилёвским и Выжовско-Минским. Они пересечены более мелкими разломами— сдвигами преимущественно субширотного и северо-западного направления. Платформенный чехол мощностью до 650 м составляют сренерифейские, вендские, меловые, палеоген-неогеновые и четвертичные отложения. Формирование Полесской седловины началось в раннем палеозое в связи с развитием Подлясско-Брестской впадины, восточный склон наметился в позднем девоне, когда формировался Припятский прогиб.